# Defensores de la Tierra
Defensores de la Tierra es una serie animada de la década de 1980, Producida por Marvel Productions, Ltd y Distribuida por King Features Entertainment. En el año 2015, Ming el Despiadado, intenta conquistar la Tierra. Lo único que lo detiene en su objetivo es un equipo de superhéroes, entre ellos están Flash Gordon, The Phantom, Mandrake el mago, y Lothar. Además los acompañan Rick Gordon hijo de Flash Gordon, Jedda Walker, Kshin y L.J. Además de las mascotas Zuffy y Kisa. Estos 10 héroes se unirán para detener los Planes de Ming. La serie tiene 65 episodios. También se publicó un cómic editado por Marvel Comics.
La historia comienza cuando Flash Gordon y su hijo escapan de Ming el Despiadado. Ming agotó todos los recursos naturales de su planeta natal Mongo y busca establecerse en la Tierra. La esposa de Flash (Dale Arden en el cómic de Marvel), es capturada por Ming, quien intenta lavarle el cerebro, pero ella resistió hasta morir.
Flash entonces reúne a los más grandes héroes para combatir contra Ming.

## Personajes

### Protagonistas
- Flash Gordon legendario héroe y líder de los Defensores de la Tierra. Es un gran as espacial y es padre de Rick Gordon. Su nombre era traducido como "Roldán, el temerario", el cual fue el nombre con el que principalmente se le conoció en América Latina en las tiras dominicales originales.

- The Phantom El Fantasma que camina, su verdadero nombre es Kit Walker, es el 27.º Fantasma según los créditos de la serie. Esta versión del Fantasma es diferente al del cómic. Apodado "El señor de la selva, que no tiene que hablar, hermano de las bestias". Tiene fuerza sobrehumana. En esta serie tiene un caballo llamado Héroe y su lobo Devil.

- Mandrake el mago, posee poderes mágicos y es conocedor de las artes ocultas.

- Lothar posee una gran fuerza y es amigo y guardaespaldas de Mandrake.

- Richard "Rick" Gordon es un impulsivo genio de las computadoras e hijo de Flash Gordon. Rick es un adolescente que, como muchos de sus amigos, va a la escuela en Ciudad Central.

- Kshin es un chico asiático adoptado por Mandrake que lo entrena como su aprendiz. Es el más joven del grupo, siempre trata de probarse así mismo como un verdadero héroe. Kshin tiene una mascota extraterrestre llamada Zuffy, encontrado por Rick Gordon en el planeta Mongo.

- L.J. (Lothar Junior) es un peleador callejero experto en artes marciales, hijo de Lothar, es el mejor amigo de Rick.

- Jedda Walker es la hija del fantasma, posee poderes psíquicos. Tiene una pantera como mascota llamada Kisa. En algunos episodios muestra interés romántico hacia Rick Gordon.

- Dynak - Es la computadora central de la base de los Defensores de la Tierra, anteriormente era la esposa de Flash y la madre de Rick. Nunca se refieren a ella por su verdadero nombre, pero se cree que es el verdadero amor de Flash Gordon, Dale Arden en el cómic. En el primer episodio, Ming la secuestra y la somete a un lavado de cerebro para que le revelara dónde se esconde Flash Gordon, pero fue tanta la fuerza psíquica aplicada que la mató. Antes de que muriera se salvó su "esencia" y es usada como fuente de poder para la computadora central.

### Antagonistas
- Ming el Despiadado, quien tiene 2 hijos: el Príncipe Croton y la Princesa Aura, trata de conquistar la Tierra. En esta versión parece un ser más extraterrestre para evitar los estereotipos raciales, ya que en los cómics lo representan con aspecto asiático. Su escondite se encuentra en la estación del hielo localizada en el Ártico.

- Octon es un pulpo mecánico que aconseja a Ming como conquistar la Tierra y derrotar a Flash Gordon.

- Garax es el líder de los soldados de Ming, los Guerreros de Hielo.

- Mongor es una serpiente gigante, mascota de Ming.

- Kurt Walker es el hermano mayor del Fantasma. Kurt es un personaje que se creó específicamente para la serie, no aparece en el cómic del fantasma, a excepción del cómic que se creó para la serie en el número 3 Defensores de la Tierra.

- La Banda Celestial son viejos enemigos del fantasma. En la serie son piratas espaciales, mientras que en el cómic son piratas aéreos.

## Disponibilidad
En Estados Unidos salió un DVD como parte de la colección de Animated All-Stars de BCI Eclipse.
El primer episodio de la serie se incluyó como extra en el DVD BCI de Flash Gordon La Serie Completa. BCI anunció el lanzamiento de los primeros 33 episodios (Volumen 1) para el otoño del 2006. El segundo volumen contiene el resto de los 32 episodios.
Algunos episodios están disponibles en el Reino Unido en compilaciones que incluyen Defenders of the Earth: The Movie, Defenders of the Earth: The Book of Mysteries, Defenders of the Earth: Prince of Kro-Tan and Defenders of the Earth: The Necklace of Oros.
La serie completa puede conseguirse en alemán en Amazon.com, también en Australia en DVD región 4.

## Otros productos
Además de las 4 miniseries de Marvel Comics, hay libros que son: The Creation of Monitor, A House Divided, The Sun-Stealers and Computer Checkmate.
Una línea de figuras de acción fueron producidas por Galoob que incluyen a Flash, Mandrake, Lothar, The Phantom, Ming and Garax.
NECA anunció para el 2021, una línea de figuras de acción basada en la serie. La primera serie de figuras trae a Flash, Phantom (versión de la serie animada y del cómic) y Ming

## Doblaje
Doblaje hispanoamericano (México/Hispanoamérica)
| #  | Título                                                                                            |
| -- | ------------------------------------------------------------------------------------------------- |
| 1  | «Escape from Mongo» Hispanoamérica: «Escape de Mongo»                                             |
| 2  | «The Creation of Monitor» Hispanoamérica: «La creación de Monitor»                                |
| 3  | «A Demon in His Pocket» Hispanoamérica: «El demonio de bolsillo»                                  |
| 4  | «A House Divided» Hispanoamérica: «Una casa dividida»                                             |
| 5  | «Bits and Chips» Hispanoamérica: «Un micro problema»                                              |
| 6  | «The Root of Evil» Hispanoamérica: «Raíces de maldad»                                             |
| 7  | «Cold War» Hispanoamérica: «Guerra fría»                                                          |
| 8  | «The Sleeper Awakers» Hispanoamérica: «La bestia ha despertado»                                   |
| 9  | «The Revenge of Astra» Hispanoamérica: «La venganza de Astra»                                     |
| 10 | «The Hall of Wisdom» Hispanoamérica: «El palacio de la sabiduría»                                 |
| 11 | «The Mind Warriors, Part I» Hispanoamérica: «Los guerreros imaginarios»                           |
| 12 | «The Mind Warriors, Part II» Hispanoamérica: «Las guerreros de la mente, Parte II»                |
| 13 | «The Lost Jewels of Tibet» Hispanoamérica: «Las joyas del poder»                                  |
| 14 | «The Evil of Doctor Dark» Hispanoamérica: «El malvado doctor Dark»                                |
| 15 | «Diamonds Are Ming's Best Friends» Hispanoamérica: «Los diamantes son los mejores amigos de Ming» |
| 16 | «The Men of Frost» Hispanoamérica: «Los hombres de hielo»                                         |
| 17 | «Battleground» Hispanoamérica: «La invasión de los gusanos»                                       |
| 18 | «The Panther Peril» Hispanoamérica: «La leyenda de la Pantera»                                    |
| 19 | «Fury of the Deep» Hispanoamérica: «Furia de las profundidades»                                   |
| 20 | «Family Reunion» Hispanoamérica: «Reunión familiar»                                               |
| 21 | «The Defense Never Rests» Hispanoamérica: «Un defensor nunca descansa»                            |
| 22 | «Like Father, Like Daughter» Hispanoamérica: «De tal padre, tal hija»                             |
| 23 | «The Would Be Defender» Hispanoamérica: «Prospecto de Defensor»                                   |
| 24 | «Doorways into Darkness» Hispanoamérica: «Pasaje hacia la oscuridad»                              |
| 25 | «Deal with the Devil» Hispanoamérica: «Trato con el diablo»                                       |
| 26 | «Terror in Time» Hispanoamérica: «Terror en el tiempo»                                            |
| 27 | «Ming's Household Help» Hispanoamérica: «Los sirvientes de Ming»                                  |
| 28 | «The Starboy» Hispanoamérica: «El niño estrella»                                                  |
| 29 | «The Gods Awake» Hispanoamérica: «El despertar de los Dioses»                                     |
| 30 | «The Ghost Walks Again» Hispanoamérica: «El fantasma camina de nuevo»                             |
| 31 | «The Book of Mysteries» Hispanoamérica: «El libro de los misterios»                               |
| 32 | «The Future Comes But Once» Hispanoamérica: «El futuro solo se presenta una vez»                  |
| 33 | «Kshin and the Ghost Ship»                                                                        |
| 34 | «The Carnival of Dr. Kalihari»                                                                    |
| 35 | «The Mystery of the Book»                                                                         |
| 36 | «Flash Times Four»                                                                                |
| 37 | «The Frozen Heart»                                                                                |
| 38 | «Rick Gordon, One Man Army»                                                                       |
| 39 | «The Rites of Zesnan»                                                                             |
| 40 | «Audie the Tweak»                                                                                 |
| 41 | «Return of the Sky Band»                                                                          |
| 42 | «Dracula's Potion»                                                                                |
| 43 | «One of the Guys»                                                                                 |
| 44 | «100 Proof Highway»                                                                               |
| 45 | «The Time Freezer»                                                                                |
| 46 | «The Prince Makes His Move»                                                                       |
| 47 | «Prince Triumphant»                                                                               |
| 48 | «The Prince Weds»                                                                                 |
| 49 | «The Prince's Royal Hunt»                                                                         |
| 50 | «The Prince Is Dethroned»                                                                         |
| 51 | «Lothar's Homecoming»                                                                             |
| 52 | «Suspended Sabotage»                                                                              |
| 53 | «The Call of the Eternals»                                                                        |
| 54 | «The Return of Doctor Dark»                                                                       |
| 55 | «The Deadliest Battle»                                                                            |
| 56 | «The Necklace of Oros»                                                                            |
| 57 | «Torn Space»                                                                                      |
| 58 | «Ming Winter»                                                                                     |
| 59 | «The Golden Queen, Part I»                                                                        |
| 60 | «The Golden Queen, Part II»                                                                       |
| 61 | «Flesh and Blood»                                                                                 |
| 62 | «Drowning World»                                                                                  |
| 63 | «The Adoption of Kshin»                                                                           |
| 64 | «Street Smarts»                                                                                   |
| 65 | «Ming's Thunder Lizards»                                                                          |

| Personaje                                                     | Actor de doblaje                                                               |
| Roldán (nombre original: Flash Gordon) y narrador de apertura | Pedro D'Aguillón Jr.                                                           |
| Mandrake el mago                                              | Antonio Raxel (Q. E. P. D.)                                                    |
| El Fantasma                                                   | Emilio Guerrero                                                                |
| Jedda                                                         | Rocío Garcel                                                                   |
| Lotario                                                       | Álvaro Tarcicio (Q. E. P. D.)                                                  |
| Kishin                                                        | Patricia Acevedo                                                               |
| Ming                                                          | Eduardo Borja (Q. E. P. D.) Narciso Busquets (Algunos capítulos) (Q. E. P. D.) |
| Dynak                                                         | Mónica Manjarrez                                                               |
| Earl                                                          | Eduardo Garza (un cap.)                                                        |